# Mayská civilizace
Pojmem Mayská civilizace (cca 2500 př. n. l. – 1520/1697 n. l.) se nepřesně rozumí území takzvané Mayské říše (spíše mozaika permanentně mezi sebou válčících městských států, nikdy však jednotný stát) a zároveň oblasti osídlené početnými mayskými národy, které se rozprostíraly na celém poloostrově Yucatán a protilehlém území až po Tichý oceán, tedy přesněji v celé dnešní Guatemale, celém dnešním Belize, severozápadním Hondurasu, v mexických státech Yucatán, Quintana Roo, Campeche, Chiapas a na východě mexického státu Tabasco.

## Geografie

Geografická mapa s vyznačeným rozsahem mayské civilizace

Toto území je součástí Mezoameriky. Z více důvodů se dělí na tři/čtyři velmi odlišné oblasti (od severu na jih):
- severní nížiny: severní poloostrov Yucatán;
- jižní nížiny (oblast tropického pralesa): Chiapas (v Mexiku), Petén (region v Guatemale), Belize a severozápadní Honduras;
- vysočiny: na tichomořském pobřeží; často se z nich vyčleňuje území lesnaté nížiny přímo na tichomořském pobřeží.

## Dějiny

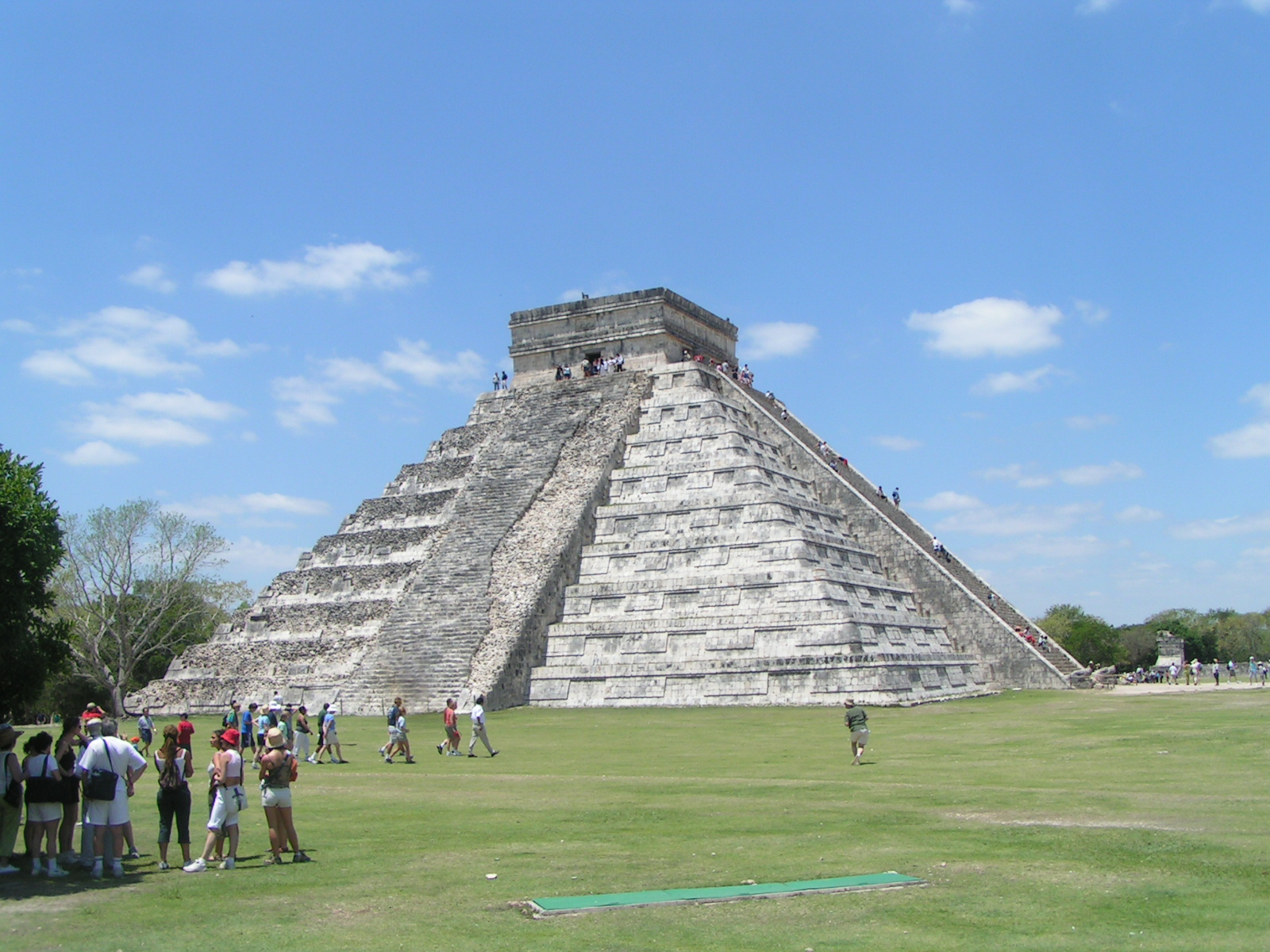
Pyramida „El Castillo“ v Chichén Itzá

Obraz Mayů a jejich dějin se v posledních letech značně změnil, což v neposlední řadě souvisí se skutečností, že jejich komplikované písmo se postupně daří rozluštit až od posledních desetiletí 20. století, čili až v posledních letech jsou vědci schopni rozumět jejich textům. Na přelomu tisíciletí bylo rozluštěno asi 85 % mayských hieroglyfů.
Dějiny Mayů dělíme na období:
- archaické (7000 př. n. l. – 2000 př. n. l.),
- předklasické (2000 př. n. l. – 250 př. n. l.),
- klasické (250 př. n. l. – 900 n. l.)
- poklasické (900–1521).

O prvních Mayích lze podle posledního výzkumu hovořit již přibližně od roku 6000 př. n. l., kdy po ustoupení ledovce mohli lovci na Yucatánu sestoupit do nížin. Důkazy o prvních zemědělcích máme ale až z roku 2500 př. n. l. a většina nálezů pochází až z období po roce 1500 př. n. l. Mayové po celou dobu svých dějin pěstovali zejména kukuřici. Pozdní zvýšená závislost na kukuřici mohla přispět k pádu civilizace.

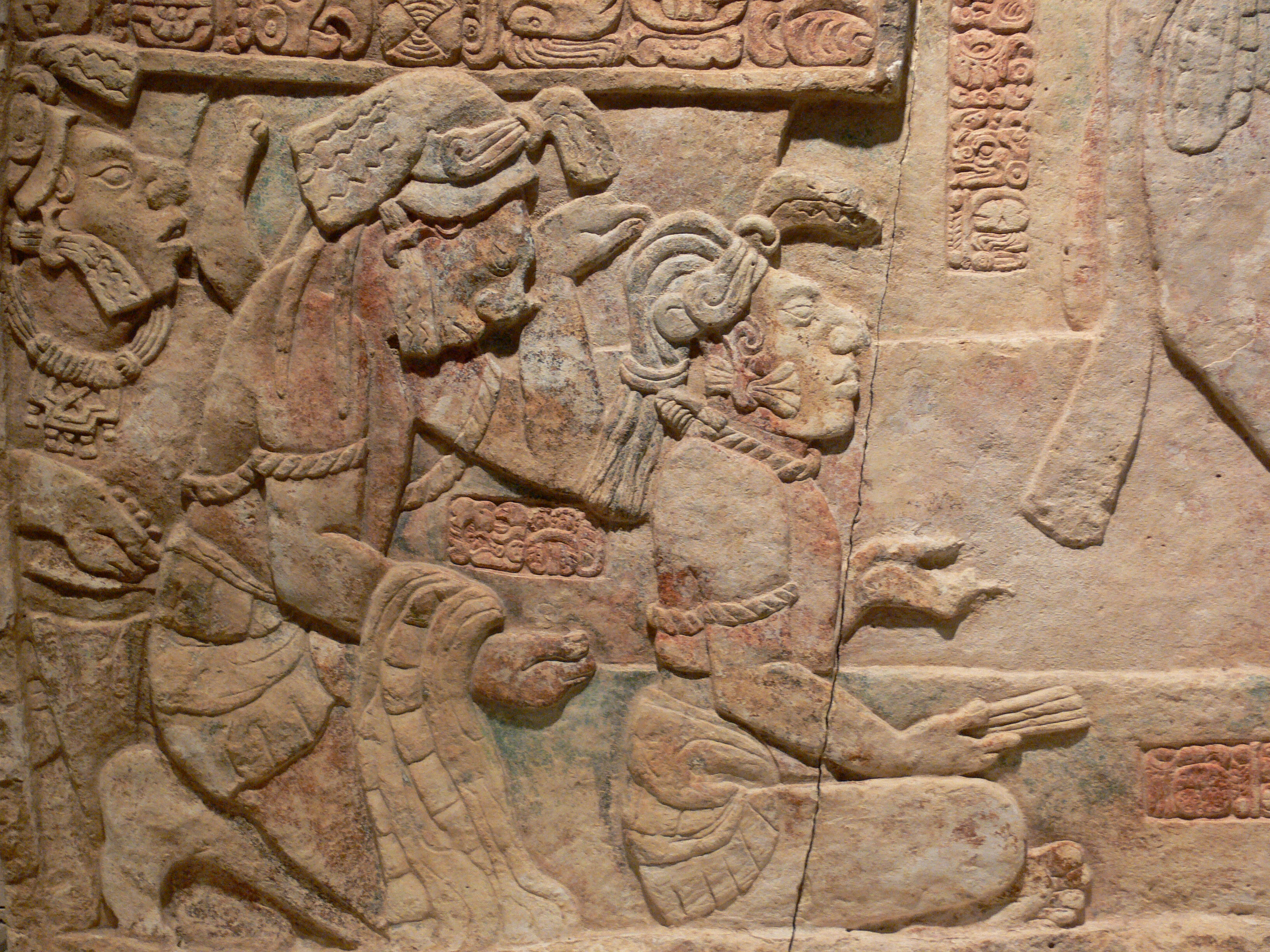
Předvádění zajatců mayskému vládci

Někdy ve středním předklasickém období převzali Mayové od Olméků systém hierarchické společnosti vedené králi a šlechtici. Nížinní Mayové vytvořili kmenové konfederace, zatímco Mayové ve vysočinách se podrobovali nadřízeným králům nebo náčelníkům. V nížinách se králové objevili až od pozdního předklasického období (první zmínka je v hrobce ve městě Kʼo z let 350–300 př. n. l.), král se tehdy nazýval ajaw (ve staré ortografii ahau).
Podobně jako mnohé jiné civilizace, ani mayská společnost nikdy netvořila jednotnou říši, ale v klasickém období k tomu měla blízko, protože v nížinách existovala dvě velká království – Tikalské a Calakmulské. Mayská nížinná civilizace klasického období dosáhla v každém ohledu nejvyšší kulturní úrovně ze všech známých kultur předkolumbovské Ameriky. Budovala se města s nádvořími na náboženské obřady, chrámy, paláci, či hřišti na míčové hry. Město se chápalo spíše jako kultové středisko než jako místo na bydlení. Mayské chrámy, stavěné jako mohutné stupňovité kamenné stavby, bývají pro svou podobnost s egyptskými pyramidami nazývány chrámové pyramidy. Na náboženské obřady se využívaly i jeskyně, sloužící jako poutní místa, ve kterých se měla uskutečňovat střetnutí s duchy. Lidské oběti nebyly zřídkavé.
V klasickém období se mayská společnost členila na vládnoucí vrstvu (vládce, šlechtu, jejich rodinu s jejich družinou a dvořany) a kněze, střední vrstvu (jako dnes – specialisté, řemeslníci, manažeři a úředníci; vlivní lidé z této vrstvy se dostali i do vládnoucí vrstvy), bojovníky, otroky (výlučně zajatí nepřátelští vojáci) a ostatní. Společenské vrstvy se podobaly odděleným kastám. Kněží byli často současně vládci a naopak. Hospodářský základ tvořilo zemědělství, zejména pěstování kukuřice. Jako platidlo se používaly kakaové boby. Už v klasickém období byla civilizace silně válečnická.
V porovnání s imperiální kulturou Inků si vyspělá mayská zaslouží označení intelektuální, přičemž přinejmenším písmo a kalendář pravděpodobně zdědili od Olméků. Za zmínku už jen stojí jejich základní intelektuální výdobytky:
- Jejich písmo bylo jediné opravdové písmo v celé předkolumbovské Americe, čili bylo schopné vyjadřovat slova a rozličné zvuky. Zachovalo se zejména na stélách popisujících občanské události a zaznamenávajících kalendářní a astronomické údaje. Z mayských knih přežily španělskou conquistu jen čtyři tzv. kodexy.
- Mayský kalendář (lépe řečeno více paralelních kalendářů) byl nejsložitějším (přinejmenším) v celé předkolumbovské Americe. Mayský kalendář byl vzhledem ke skutečné délce roku přesnější než náš dnešní kalendář. Jejich kalendářní výpočty měly dokonce speciální název (alautun) pro období dlouhé 63 081 429 let.[5]
- Jejich matematika používala nulu, kterou v té době v Evropě neznali Římané ani Řekové.
- Astronomie byla taktéž velmi vyspělá. Mayové znali délky cyklů oběhu Měsíce, Venuše, spočítali tropický a hvězdný rok.
- Stavěli dálkové cesty přes džungli, vysušovali močály, stavěli podzemní nádrže na vodu a především umělecky hodnotné pyramidy, paláce a města.
- První mayský kalendář Tzolkin byl vytvořen v roce 550 ve městě Monte Albán.[6]

Na rozdíl od Egypta, starověké Indie, Řecka či Mezopotámie, které vznikaly na územích, kde se daří zemědělským plodinám (v místech s příznivým klimatem, s vhodnými vodohospodářskými poměry), Yucatán je spíše opakem podobného ideálu. Navzdory tomu je pozoruhodné, že civilizace s natolik primitivními materiály, hospodářskými a ekonomickými základy v klimaticky nevhodné oblasti dosáhla natolik výjimečných intelektuálních úspěchů.
Vrchol mayská kultura dosahuje po roku 800. Poté postupně došlo z dodnes sporných příčin k opuštění míst v jižních nížinách, čím tzv. klasické období skončilo. Mayské zemědělství bylo udržitelné a úpadek nezpůsobilo klima. Mayové jižních nížin se změnili na primitivní pěstitele kukuřice, Mayové severních nížin se dostali pod vliv Toltéků (což znamenalo např. vzrůst obětování lidí) a později se rozpadli na hodně (ne nevyspělých) samostatných států. Mayové ve vysočinách se změnili v agresivní bojovníky.
V takové situaci přišli okolo roku 1520 první španělští dobyvatelé, kteří okolo roku 1550 dobyli většinu mayského území (Petén až roku 1697). Dobývání jim trvalo poměrně dlouho, protože zejména severní Mayové byli ještě stále velmi vyspělí.

## Náboženství

### Podoba světa

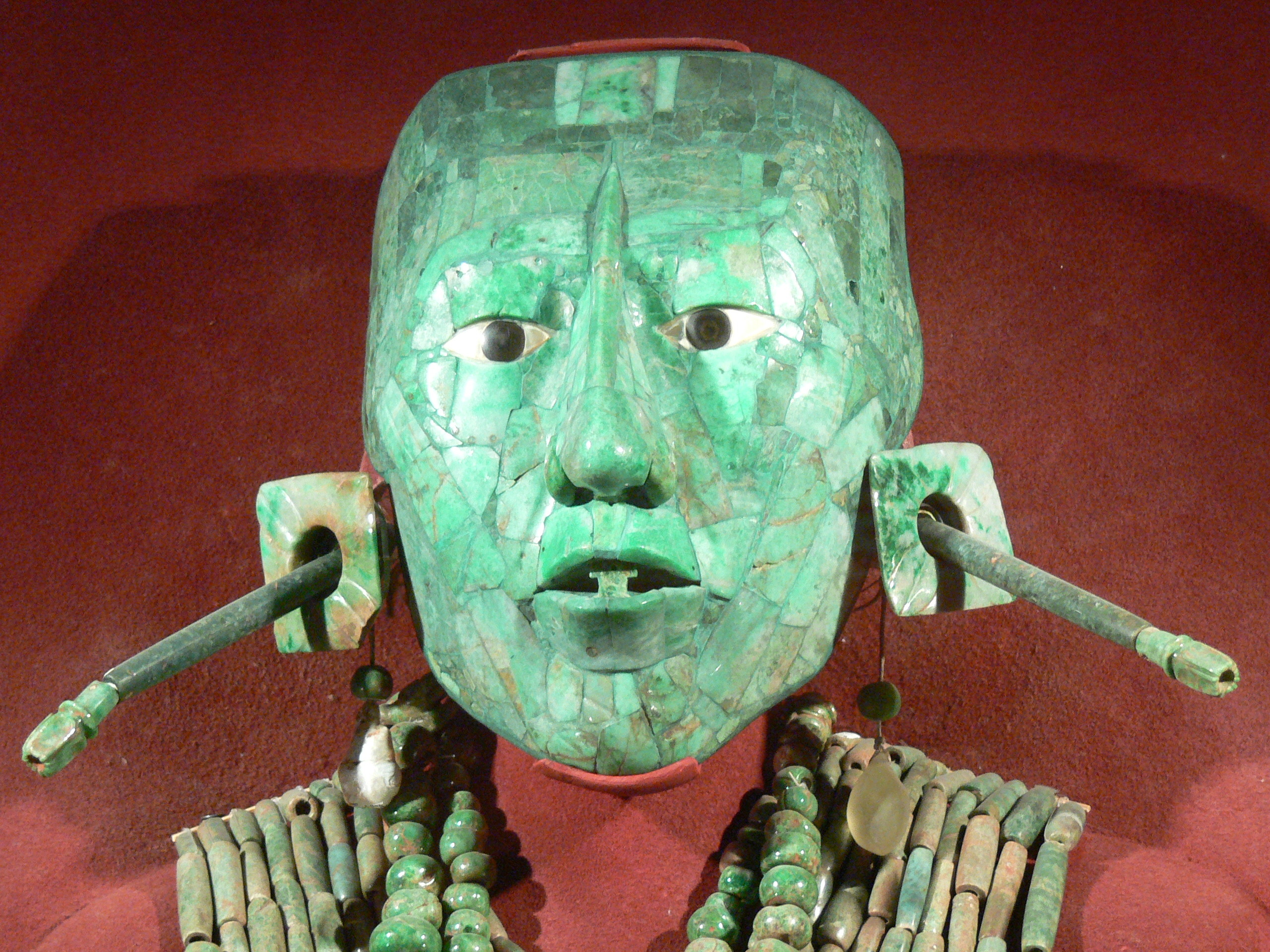
Pohřební maska mayského panovníka

Mayové žili v území bohatém na vegetaci. Proces růstu potravy představuje proces obnovení světa rostlin a při zacházení s rostlinami dochází k zacházení se silami a mocemi světa. Pro vegetaci a symboliku spojenou s ní hrají důležitou roli bohové Itzamna, Ah K’in, Hunab Ku. Země je chápána dvěma způsoby: jako čtverec pole kukuřice nebo kruh jako želva plovoucí na vodě. Dále je svět rozdělen na 4 světové strany. Vertikálně je země rozdělena na 3 patra a 13 vrstev. V některých knihách jsou zmíněny mýty o konci světa a jeho následné obnově. Celkově mayské náboženství pracovalo s cyklickým časem, kdy se čas pohybuje v kruzích a ne od začátku do konce. Stvoření světa je neustálým procesem zasévání a úsvitu života. Strom světa spojuje tři patra světa – podsvětí, prostřední svět a nebe. V podsvětí měl kořeny, v prostředním světě kmen a v nebesích korunu s větvemi. Představuje vesmírnou osu, po níž se pohybují duše zemřelých. Slunce je také významným symbolem, a to symbolem řádu, vertikálnosti, tepla, světla, mužské energie, věku a obnovy. Je posvátnou energií zajišťující obnovu.

### Tvorové

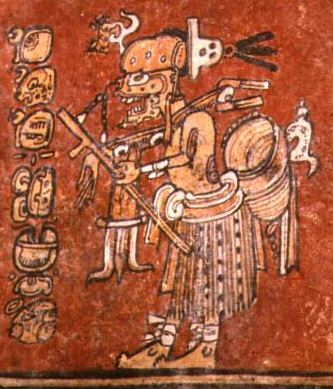
Ah Puch, mayský bůh smrti – doslova bezmasý

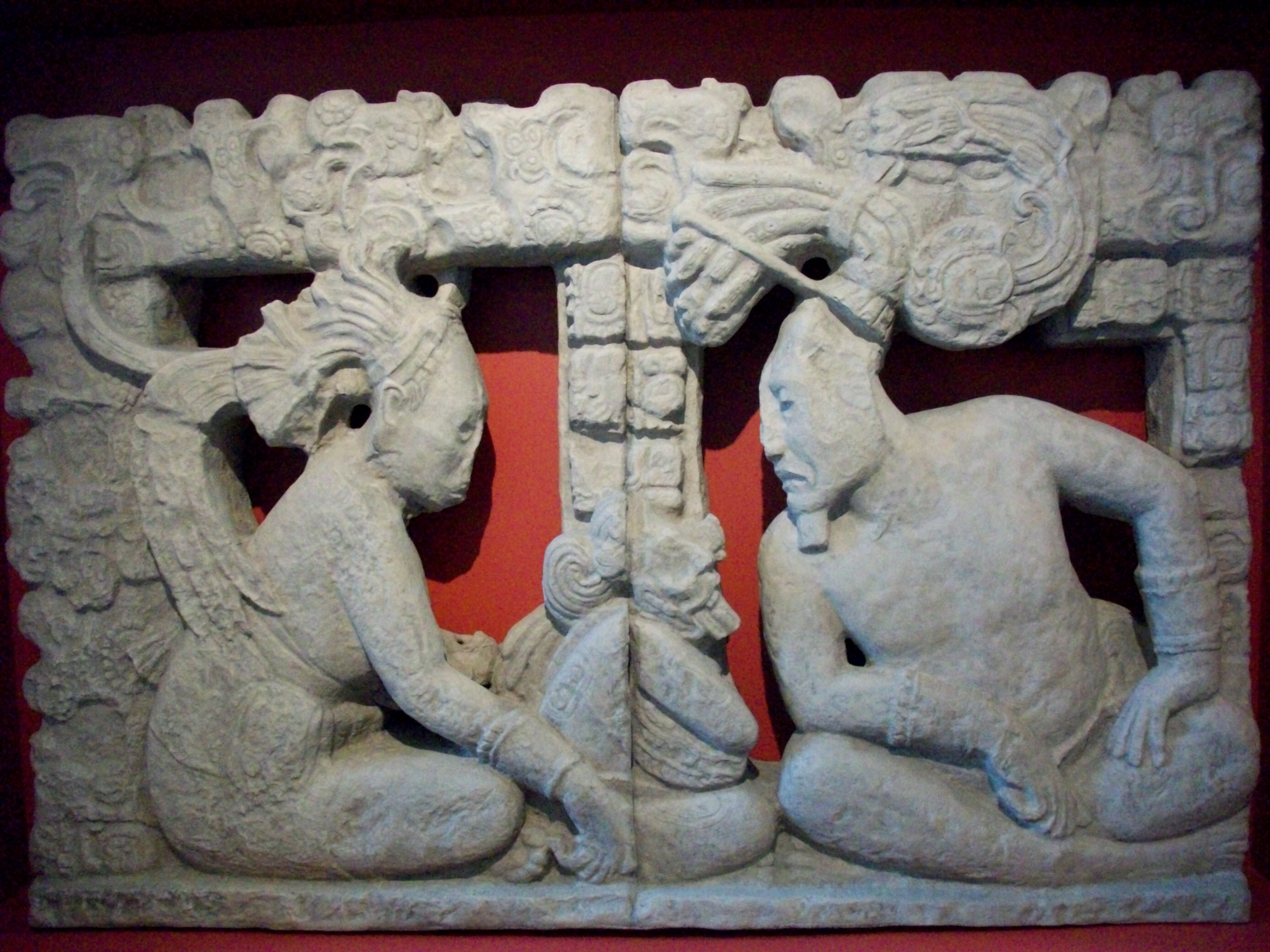
Ix Chel a Itzamna

V každém individuu existuje několik duší, například stín, dech, krev a kost. Ztráta duše vede k specifické nemoci. Dále existují esence, což jsou zvířata nebo přírodní události spojené s danou osobou, které ho chrání. Vladař (Mah K’in nebo ajaw) představuje střed všeho na zemi i na nebesích. Měl neomezenou moc ve všech oblastech lidského života (náboženské obřady, obchod, zemědělství, umění a řemesla). Spojuje pozemský svět s nadpřirozeným světem bohů a umožňuje komunikaci mezi nimi. Nosil zdobené pásy, náprsenky, nákolenky, náramky a obrovské čelenky zoomorfních tvarů, které symbolizovaly božstva. Předci jsou stále přítomnou silou na tomto světě. Často jsou přiřazeni k specifickým místům, jako například horám. Existuje zde také kult hrdinů, ke kterým se lze modlit a které lze uctívat. Mayské náboženství je polyteistické. Bohové jsou zde spojeni s přírodními úkazy. Máme zde bohy slunce, měsíce, počasí, plodin, ale také bohy smrti, manželství a obchodu. Další nadpřirozené bytosti jsou zvířecí lidé. Zvířecí lidé jsou bytosti zastávající určitou sociální roli (léčitelé, soudci, spisovatelé, hudebníci). Existují zde také různé škodolibé příšery a démoni, nebo tvorové pomocníci, jako trpaslíci a golemové.

### Kosmický řád a Xibalbá
Kosmický řád prostupuje všechny roviny a dimenze světa a pro zachování společnosti je nutné její připodobnění ke kosmickému řádu. Rituály probíhaly v závislosti na spletitém systému kalendářů. Města byla stavěna v souladu s kosmickými tělesy a jevy. Například mohly být 3 budovy umístěné vůči jedné tak, aby ukazovaly roční dobu. Pokud slunce vycházelo nad první, byl letní slunovrat a pokud vycházelo nad třetí, byl zimní slunovrat. Pokud vycházelo nad prostřední, byla rovnodennost. Další významnou roli hraje v mayském náboženství Xibalbá, neboli podsvětí. Nebyl to ucelený koncept posmrtného života. Některá společenství věřila, že lidé doprovázejí svého mrtvého krále do Xibalby, kterou prochází. Tam se vladaři dostávají po smrti. Zde čelí množství nástrah – pokud je překonají, dostanou se na nebesa. Jiní převzali model pekla a nebe.

### Černá magie
Ta probíhá na principu proměny ve zvíře. Jedná se o podobný princip jako u vlkodlaků.

### Oběti
Vztah Mayů s bohy funguje na principu vzájemnosti – bohové pečují o lidi a lidé o ně. Bohové svoji přízeň vyjadřují pomocí úrody, deště nebo slunečního svitu. Lidé o ně pečují pomocí uctívání bohů a obnovování jejich síly. To se dělo pomocí různých obřadů, např. obřadů prolévání krve. Mayská krajina je rituální topografií, kde jsou památky jako hory, studny a jeskyně přiděleny specifickým předkům a božstvům. Dary slouží pro obnovu vztahu s druhým světem a jejich množství, příprava a aranžmá se řídí striktními pravidly.

### Metody rituálu

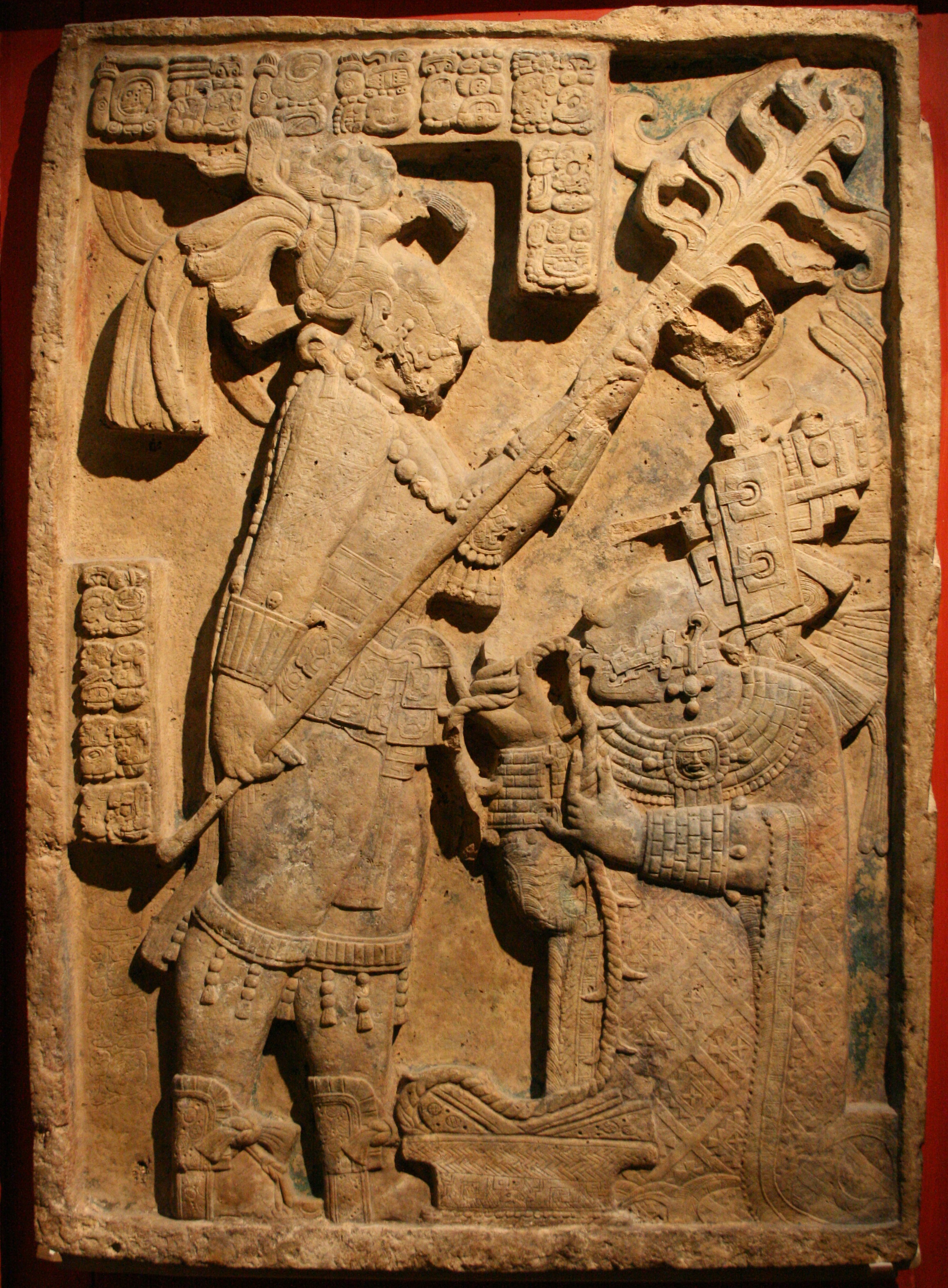
Mayské královny praktikovaly rituální krvácení z jazyka

Tradičně nabízené byly kukuřičné chleby, kukuřice, nápoje z kakaa, med, květiny, gumové figury a cigarety. Tyto dary také mohly být skladovány a zakopány pod stavbami – podlahami, památníky a oltáři. Tradičně se obětují krocani, ale před příchodem Španělů se obětovali jeleni, psi, ryby a při zvláštních příležitostech (vstup nového panovníka na trůn, sucho, závažná nemoc panovníka) se obětovali lidé, a to dospělí i děti. Kanibalismus byl velmi vzácný. Rituální prolévání krve bylo součástí každodenních veřejných rituálů a hrálo klíčovou roli v obětní činnosti vyšších vrstev. Tradičně doprovázelo svěcení budov, zrození dětí, svatební obřady, veškeré politické dění, kalendářní mezníky a rituály životního cyklu. Provádělo se krvácením z stehna, jazyka nebo genitálií. Zvláštním typem prolévání krve byly obřady spojené s vladařem. Například při nástupu vladaře na trůn se prolitím krve otevřela cesta nadpřirozeným silám a předkům do světa lidí. Dalším případem bylo krvácení z genitálií, kdy si panovník snažil navodit vize a spojit se s bohy. Zároveň se jednalo o spojení mužské podstaty se ženskou, kdy se vladař stával matkou opatrovatelkou. Tradiční Mayové měli své vlastní náboženské funkcionáře, často hierarchicky organizované a pověřené povinností modlit se a obětovat za rodinu, místní skupiny nebo celou komunitu. Důležitější rituály předcházela očista. Ta se konala různými způsoby, například půstem, sexuální abstinencí nebo koupáním. Součástí náboženského života je také pouť a hostina. Ta se děla dnes i dříve. Dříve byla sponzorována bohatými a sloužila k redistribuci jídla a pití. Dále upevňuje komunitu jak mezi lidmi a bohy, tak mezi lidmi navzájem.

### Příležitosti rituálu
Životní cyklus – rituály spojené s narozením, dospíváním, svatbou a smrtí.
Zdraví – rituály soustředěné na léčení pomocí navrácení ztracené duše nebo části duše zpátky do těla.
Počasí – rituály přivolání deště, uvěznění větru nebo zapečetění zimy.
Zemědělství – rituály spojené s zasetím a sklizením kukuřice.
Dalšími příležitostmi byli oslavy lovu, získání teritoria, události spojené s vládcem a uctívání předků.

### Zdroje
Jako zdroje sloužily 3 autentické knihy hieroglyfů: Drážďanský kodex, Madridský kodex a Pařížský kodex. Dále máme zdroje od samotných kolonizátorů, z nichž nejvýznamnější jsou Popol Vuh, Knihy Chilama Balama a Letopisy Cakchiquelů. Zbytek zdrojů tvoří vykopávky či antropologické studie. 

## Kalendář

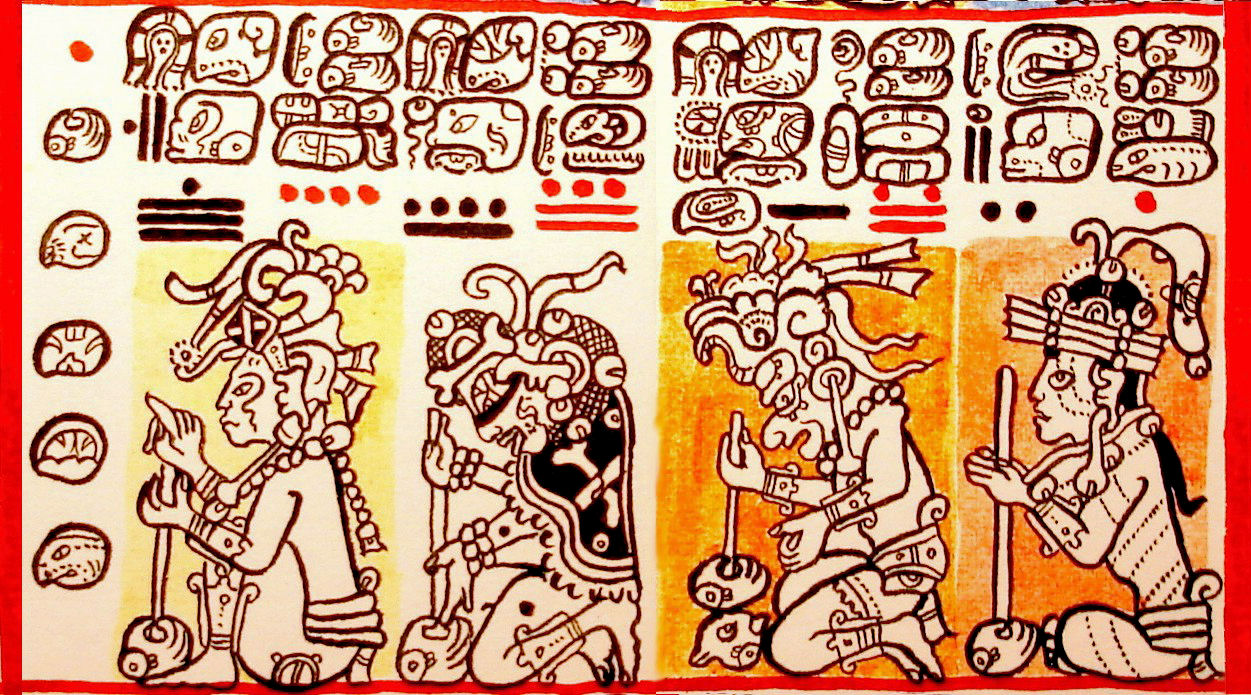
Mayský kalendář

## Matematika

Mayské číslice

Všechny duchovní, ale i materiální úspěchy Mayů se zakládaly na originální a přitom jednoduché číselné soustavě. Její základ tvořilo dvacet číslic, včetně nuly (starověké kultury nulu většinou neznaly). Znalosti nuly a matematických operací s ní spojených se připisuje velká důležitost. Ukazují na neobvyklou intelektuální vyspělost národa.
Praktičnost a využitelnost mayského způsobu zápisu čísel je porovnatelná s arabskou soustavou, která je dnes ve světe nejvíce rozšířená. Mayové však v tomto směru překonali sami sebe. Používali totiž i druhý, paralelní matematický aparát, založený na deseti základních číslicích. Pro praktické účely se však více využívala dvacítková soustava, na které se zakládal i mayský kalendář.